# Île Mackinac
Vous lisez un « bon article » labellisé en 2009.
Pour les articles homonymes, voir Mékinac (homonymie).
« Mackinac Island » redirige ici. Pour les autres significations, voir Mackinac Island (Michigan).
L’île Mackinac, en anglais Mackinac Island, est une île située sur le lac Huron dans l'État du Michigan, au nord-est des États-Unis. L'île, dont la superficie fait environ 9,8 km2, est située à l'extrémité orientale du détroit de Mackinac, entre les péninsules supérieure et inférieure du lac Michigan.
L'île est fréquentée par les Amérindiens bien avant l'arrivée des premiers explorateurs européens au XVIIe siècle. Pour ces derniers, le lieu devient vite stratégique dans le cadre du commerce des fourrures dans la région des Grands Lacs, ce qui conduit à la construction du Fort Mackinac par les Britanniques durant la guerre d'indépendance des États-Unis. Lors de la guerre anglo-américaine de 1812, deux batailles ont lieu sur l'île dont le tout premier affrontement du conflit.
En 1875, le gouvernement américain crée le parc national de Mackinac Island dans le but de protéger son patrimoine historique et ses richesses naturelles. Il s'agit du second parc national du pays à avoir été créé après celui de Yellowstone. En 1895, le parc national est légué à l'État du Michigan et devient par la même occasion le tout premier parc d'État du Michigan. Dès la fin du XIXe siècle, l'île est une destination touristique populaire et attire de nombreux groupes de scouts. Afin d'accueillir les visiteurs, divers équipements sont construits comme le luxueux Grand Hôtel de style victorien. Plusieurs de ces bâtiments sont classés et protégés au titre du National Historic Landmark.
L'accès à l'île est interdit à la plupart des véhicules motorisés, ce qui fait d'elle le seul endroit du pays à disposer d'une route d'État interdite aux véhicules à moteur.

## Étymologie
Comme nombre de lieux dans cette région, le nom de l'île vient d'un terme ojibwé, mishi-mikinaak, qui signifie « grande tortue » en français et qui lui a été donné en raison de sa forme. Les Français, par déformation linguistique, la nomment « Michilimackinac » et finalement, les Britanniques l'abrègent en Mackinac,.

## Géographie

### Localisation
L'île Mackinac appartient au comté de Mackinac situé dans le nord de l'État du Michigan, aux États-Unis. L'île se trouve dans le nord-ouest du lac Huron, à hauteur de l'extrémité orientale du détroit de Mackinac. Celui-ci sépare la péninsule supérieure de la péninsule inférieure du Michigan et relie le lac Huron au lac Michigan. Le détroit est par ailleurs traversé par le pont Mackinac qui relie les deux péninsules. Enfin, en direction du sud-est se trouve la grande île Bois Blanc et entre les deux la petite île inhabitée de Round.

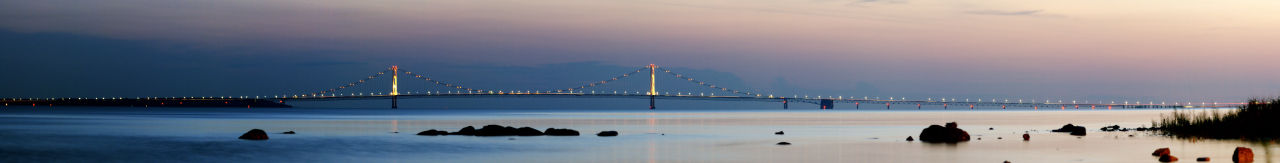
Panorama du pont Mackinac vu depuis l'île Mackinac.

### Topographie
L'île Mackinac possède une superficie de 9,8 km2 et cumule environ 12,8 kilomètres de littoral. Grossièrement de forme ovale orientée nord-ouest-sud-est, son extrémité septentrionale est constituée d'un cap tandis que son extrémité méridionale est tronquée par une petite baie, la baie Haldimand, où se trouve le port. Le fort Holmes, dénommé à l'origine Fort George par les Britanniques qui en sont maîtres jusqu'en 1815, est situé sur le plus haut point de l'île constitué d'une colline culminant à 271 mètres au-dessus du niveau de la mer, soit 95 mètres au-dessus du niveau du lac Huron. Cette colline domine le reste de l'île constitué en grande partie d'un plateau délimité par un escarpement ne laissant que peu de place à une plaine littorale réduite qui s'élargit toutefois au sud et au nord.
La majorité des constructions sont situées dans la moitié sud de l'île près des côtes tandis qu'un quartier s'étale à l'intérieur des terres. Le centre de l'île est occupé par l'aéroport et deux golfs tandis que le troisième se trouve tout au sud de l'île, juste à côté du port. Une route ceinture l'île sur son littoral, une autre la coupe en son milieu du nord au sud et des chemins la sillonnent en tous sens.

### Climat
L'île Mackinac est située dans la zone continentale humide selon la classification de Köppen. Il s'agit d'un climat tempéré, continental, à tendance froide et sans saison sèche. L'île Mackinac offre des températures maximales moyennes variant de 20 à 24 °C entre juin et août tandis que la moyenne des températures minimales est négative de novembre à avril. La moyenne annuelle des précipitations est de 673,8 millimètres ; elles sont régulières tout au long de l'année, le mois de février étant le plus sec et les mois de juin à octobre les plus arrosés. Le maximum des températures est atteint en 1985 avec 34 °C alors que le minimum est atteint en 1987 avec −34 °C.
| Mois                                       | Janv  | Fév   | Mars | Avr  | Mai  | Juin | Juil | Août | Sept | Oct  | Nov  | Déc  | Année |
| ------------------------------------------ | ----- | ----- | ---- | ---- | ---- | ---- | ---- | ---- | ---- | ---- | ---- | ---- | ----- |
| Températures maximales moyennes (°C)       | -4,0  | -3,1  | 1,7  | 8,2  | 15,4 | 20,7 | 24,0 | 23,5 | 18,7 | 13,7 | 12,1 | -0,9 | 10,1  |
| Températures minimales moyennes (°C)       | -11,0 | -11,0 | -6,5 | -5,6 | 6,0  | 11,6 | 15,3 | 15,4 | 10,9 | 5,3  | -0,3 | -6,3 | 2,4   |
| Températures moyennes (°C)                 | -7,5  | -7,1  | -2,4 | 4,1  | 10,7 | 16,1 | 19,7 | 19,4 | 14,8 | 8,7  | 2,3  | -3,5 | 6,3   |
| Moyennes mensuelles de précipitations (mm) | 42,7  | 25,6  | 40,6 | 50,8 | 62,0 | 63,8 | 69,1 | 65,5 | 78,5 | 73,4 | 60,7 | 41,1 | 673,8 |

### Géologie

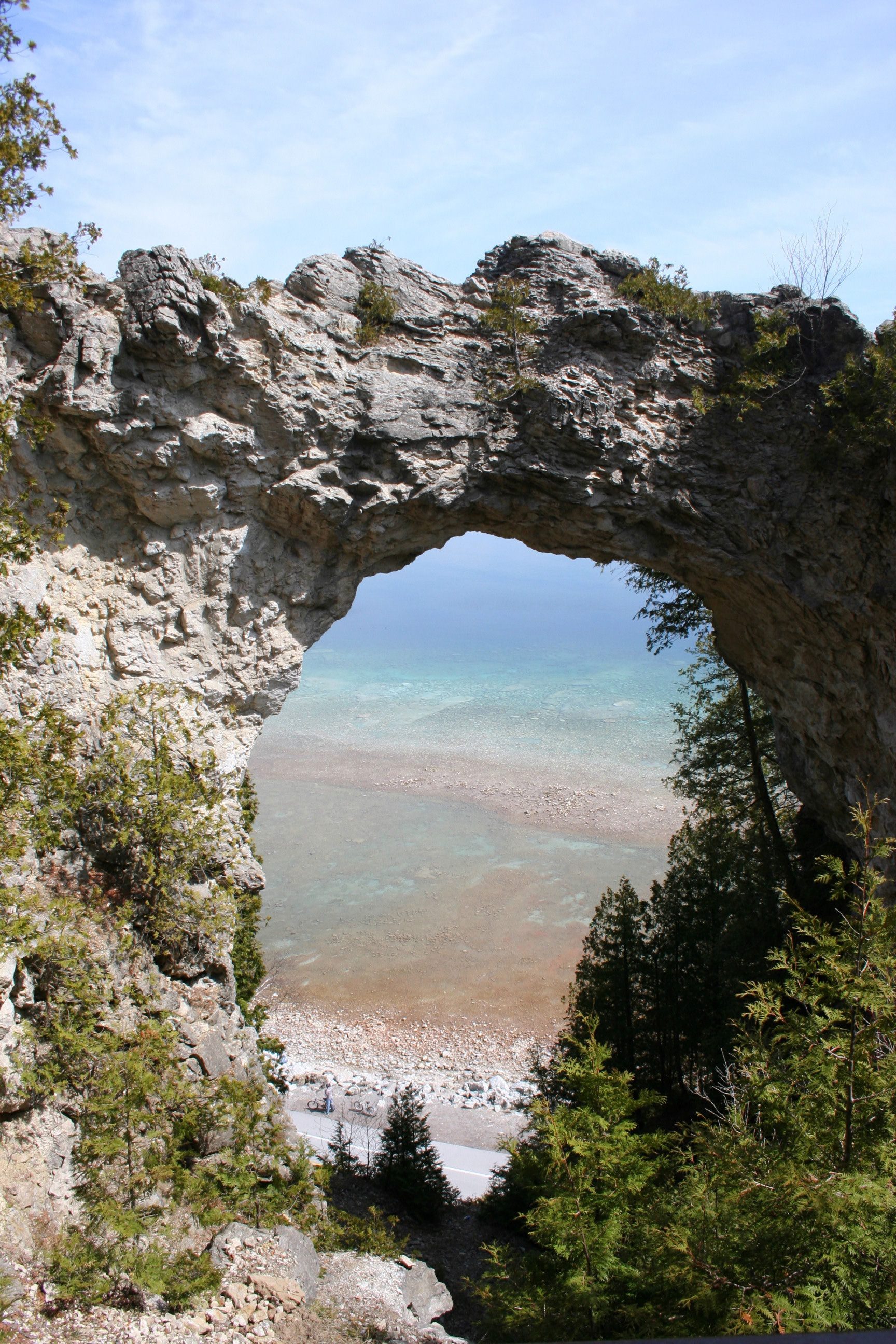
Arch Rock, une arche naturelle dans le sud-est de l'île Mackinac.

Les couches géologiques apparentes de l'île Mackinac se sont formées de la fin du Silurien au début du Dévonien, il y a 400 à 420 millions d'années. Lors de la glaciation du Wisconsin, les glaciers qui la recouvrent donnent son aspect actuel à l'île. Il y a environ 15 000 ans, ces glaciers commencent à fondre, donnant alors naissance aux Grands Lacs et aux îles qui en émergent, dont l'île Mackinac. Par la suite, le niveau des eaux du lac Huron varie à trois reprises, formant les falaises et les escarpements actuels. Les niveaux atteints lors de ces trois variations sont, par deux fois, il y a 12 000 et 10 000 ans, plus élevés qu'aujourd'hui et la troisième qui se produit entre les deux précédentes atteint une cote moindre que celle d'aujourd'hui. À l'époque de cette troisième variation, le secteur proche du détroit de Mackinac est constitué d'une gorge et d'une cascade par lesquelles se déversent les eaux du lac Michigan dans le lac Huron.
Différentes formations géologiques visibles sur l'île témoignent de ces phénomènes d'érosion tels Arch Rock, une arche naturelle en calcaire haute de 45 mètres, les grottes de Devil's Kitchen et de Skull Cave ainsi que la pointe rocheuse de Sugar Loaf.

### Faune

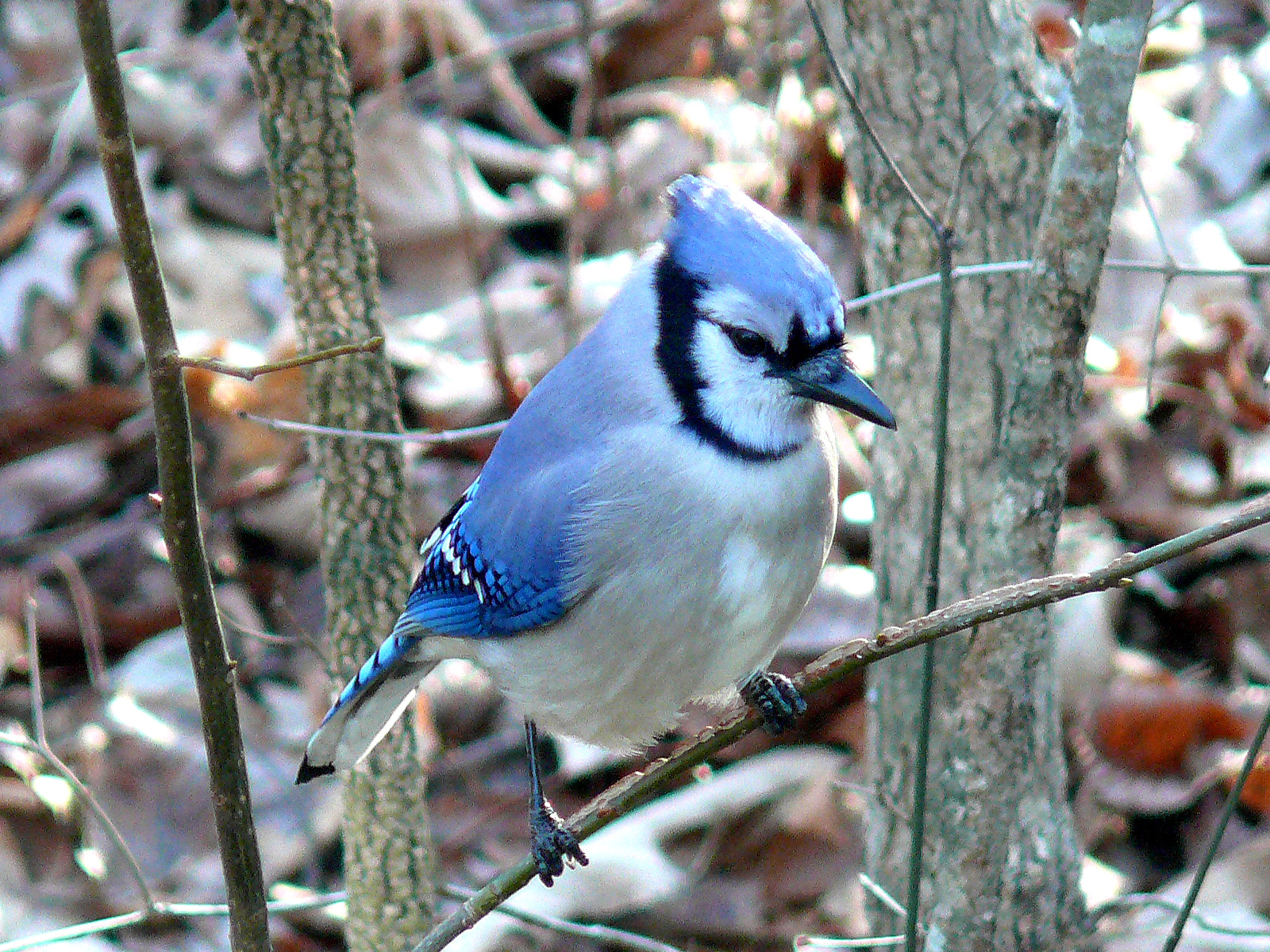
Geai bleu

Bien que l'île Mackinac ne se trouve au plus proche qu'à cinq kilomètres de la rive du lac Michigan, peu de mammifères y vivent car l'île ne leur est accessible par voie terrestre qu'en hiver lorsqu'une banquise la relie au continent. Ainsi, seuls quelques coyotes y ont été observés et les mammifères les plus nombreux sont représentés par les chauves-souris. Ces dernières se nourrissent d'insectes et utilisent des grottes comme abri.
L'île accueille de nombreux oiseaux migrateurs tels des aigles et faucons qui y sont abondants entre avril et mai alors que la paruline jaune, la paruline flamboyante et le passerin indigo sont communs au début de l'été. Les mouettes, hérons, oies et gaviidés sont présents près des côtes. Le harfang des neiges et la chouette lapone fréquentent également l'île. Les paridés, les cardinalinés, le geai bleu et les picidés sont quant à eux présents toute l'année.

### Flore
L'île Mackinac abrite près de 600 espèces de plantes. Les renoncules, trilles, erythronium, claytonia, hepatica et hieracium sont fréquents dans les forêts tandis que les orchidées, Gentiana crinita et Arisaema triphyllum se retrouvent le long des côtes. La forêt qui couvre une bonne partie de l'île est essentiellement composée d'érables, bouleaux, ormes, cèdres, pins et épicéas.

## Histoire

### Découverte et premières occupations

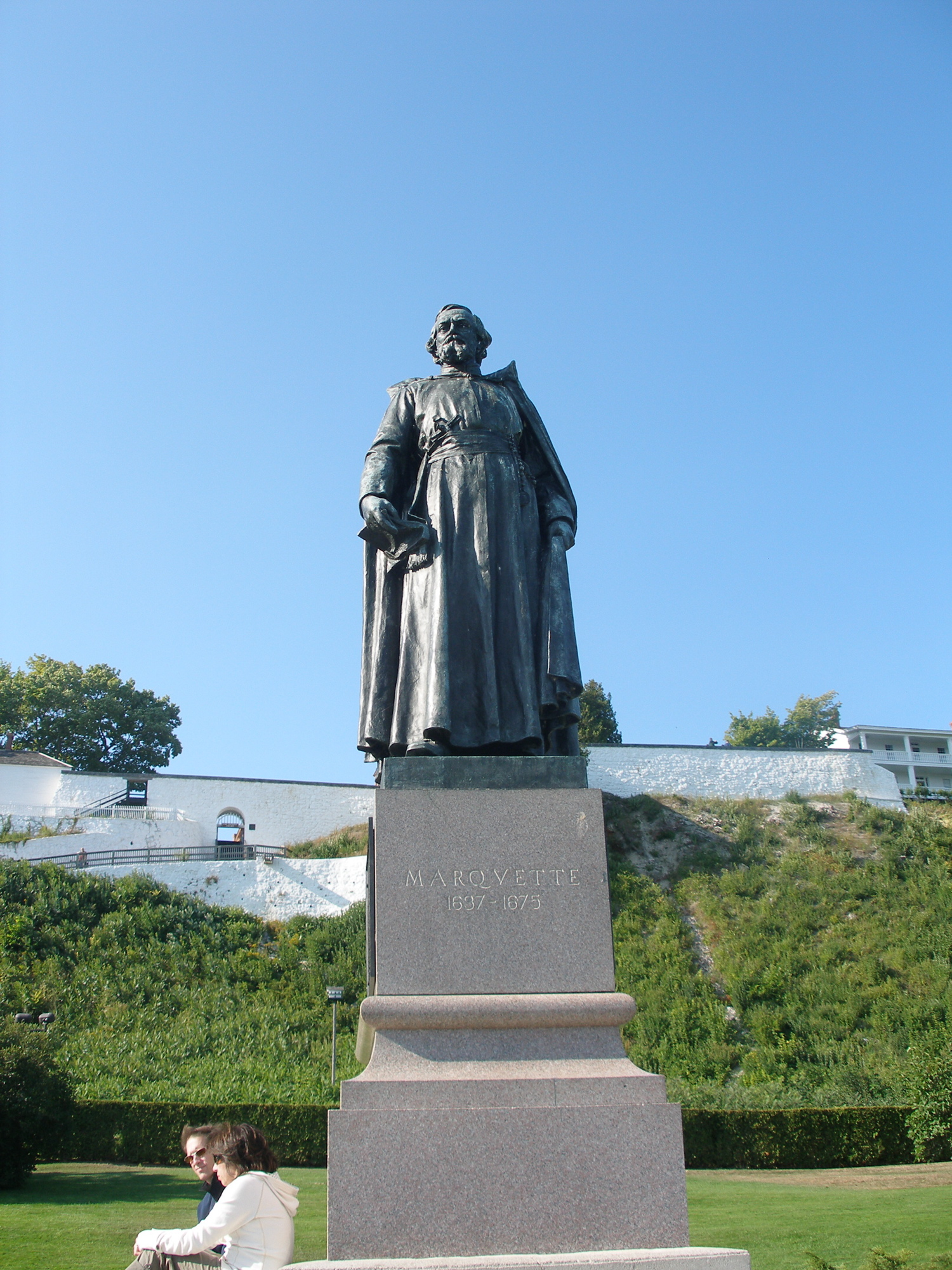
Statue du père Jacques Marquette, missionnaire catholique et explorateur, juchée en face du fort Mackinac.

L'île Mackinac et les environs sont peuplées dès le IXe siècle, soit environ 700 ans avant l'arrivée des premiers explorateurs européens, comme en témoignent les vestiges des camps de pêcheurs amérindiens où furent retrouvés hameçons, poteries et autres objets. L'île est alors un endroit sacré pour les tribus Anishinaabe de langues algonquiennes qui la considèrent comme la résidence de Gitche Manitou, en français « Grand Esprit ». Ces Amérindiens lui font des offrandes, y pratiquent la cueillette et y enterrent leurs chefs.
Ce n'est qu'en 1634 que le coureur de bois Jean Nicolet est le premier Européen à apercevoir l'île. Pendant environ 150 ans, les seuls Européens à vivre dans la région sont des missionnaires chrétiens établis dans une mission fondée sur l'île par le jésuite Claude Dablon en 1670. Il n'y reste qu'un hiver avant d'être remplacé par le missionnaire et explorateur Jacques Marquette qui déplace la mission à Saint-Ignace juste après son arrivée,. Prenant peu à peu de l'importance pour le commerce des fourrures, la région qui est aux mains des Français passe sous le contrôle des Britanniques après la guerre de la Conquête et le major Patrick Sinclair décide en 1780 de construire le fort Mackinac sur les falaises de l'île,.

### Vocation militaire

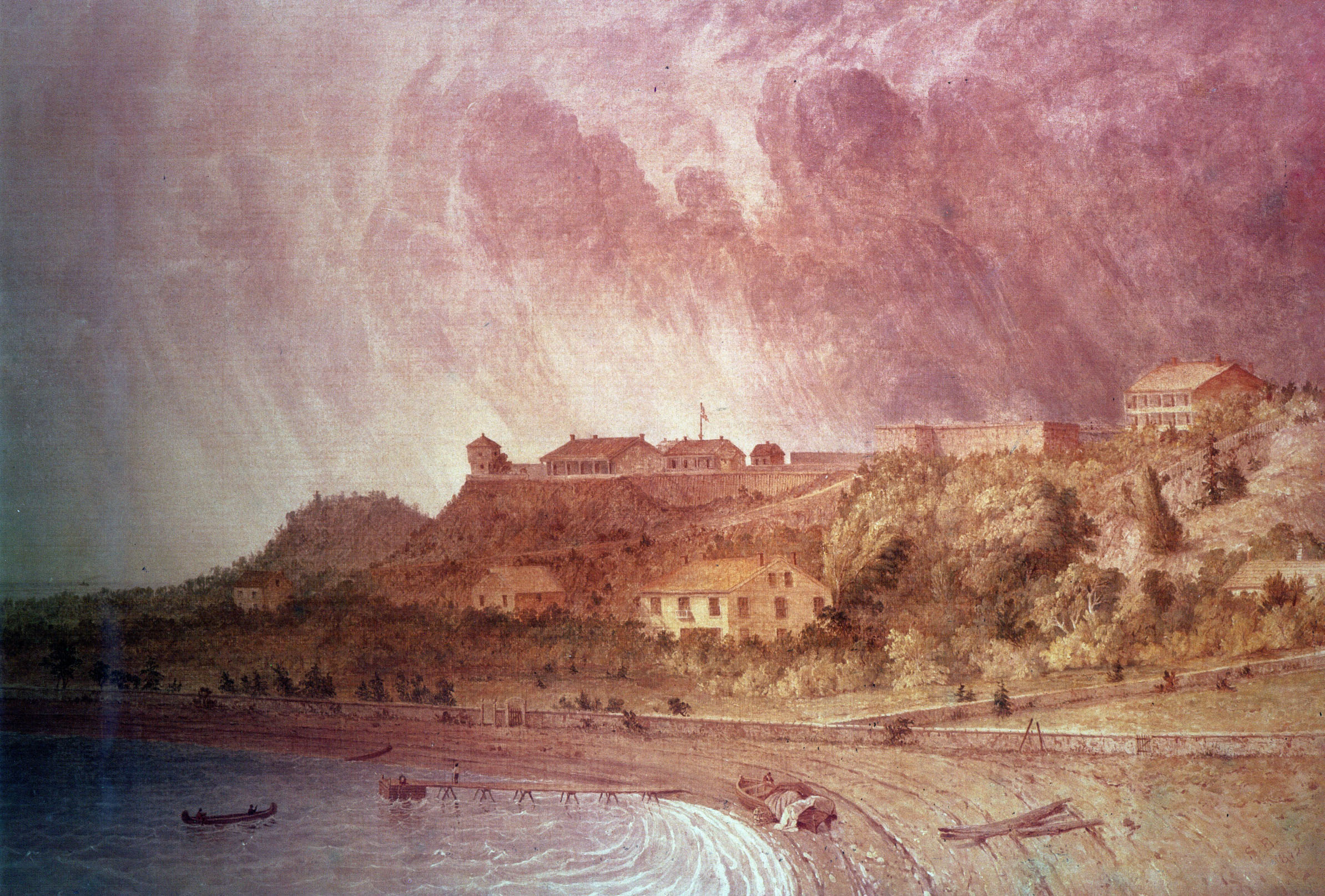
Fort Mackinac, peinture de Seth Eastman du XVIIIe siècle représentant le fort.

Le fort Mackinac est construit pour défendre l'île, alors aux mains des Britanniques, des attaques françaises et amérindiennes durant la guerre d'indépendance des États-Unis mais celui-ci ne sera jamais attaqué. La région est officiellement rattachée aux États-Unis par le traité de Paris en 1783. Les forces britanniques ne quittent pourtant le fort qu'après le traité de Jay, entré en vigueur en 1794, qui cède aux États-Unis tout le territoire du Nord-ouest. Cependant, lors de la première bataille de l'île Mackinac de la guerre de 1812, les Britanniques reprennent par surprise le fort aux Américains qui n'ont pas été prévenus du début du conflit. Pour renforcer les défenses de l'île, les Britanniques construisent le fort George sur les hauteurs au nord du fort Mackinac. En 1814, le nord de l'île est à nouveau le théâtre de combats entre Américains et Britanniques lors de la seconde bataille de l'île Mackinac mais les Américains ne parviennent pas à reprendre le contrôle des forts et de l'île.
Malgré leur victoire, le traité de Gand contraint les Britanniques à restituer l'île aux Américains en 1815. Le fort George est rebaptisé « fort Holmes » en hommage au major Holmes tué lors de la seconde bataille, et le fort Mackinac reste sous contrôle du gouvernement américain jusqu'en 1895. Il est alors utilisé par les forces de l'Union durant la guerre de Sécession et sert de geôle pour trois prisonniers confédérés.

### Essor du tourisme et protection
John Jacob Astor de l'American Fur Company s'installe sur l'île Mackinac après la guerre de 1812 et y exporte des peaux de castor durant plus de trente années. Au milieu du XIXe siècle, la pêche commerciale du corégone Lavaret et de la truite grise remplace petit à petit le commerce de la fourrure. Avec l'apparition du tourisme, la pêche sportive se popularise à partir des années 1880 et de nombreux hôtels et restaurants sont construits pour accueillir les visiteurs originaires des grandes villes proches comme Détroit.
La plus grande partie de l'île devient un parc national sous le nom de parc national Mackinac en 1875, trois années à peine après la création du parc national de Yellowstone, le premier parc national au monde. Pour permettre l'accueil des touristes qu'elles transportent entre l'île et le continent, les compagnies de navigation et de chemins de fer construisent des hôtels comme le Grand Hôtel. Les magasins de souvenirs fleurissent, permettant aux résidents de tirer profit du tourisme, et de nombreux riches industriels y construisent leurs résidences secondaires. Le gouvernement fédéral américain lègue l'île et ses infrastructures à l'État du Michigan en 1895. Le parc perd alors sa classification de parc national en devenant le premier parc d'État du Michigan. La commission de gestion du parc décide d'y limiter le développement urbanistique et essaie de préserver le caractère architectural victorien des bâtiments,.
Les véhicules motorisés sont interdits sur l'île dès la fin du XIXe siècle afin améliorer le sentiment de sécurité des résidents qui se plaignent des automobilistes qui effraient leurs chevaux. Cette interdiction est toujours en vigueur, à l'exception des véhicules des services d'urgence et de services,.

## Démographie
Selon le recensement américain de 2000, l'île Mackinac accueille 523 habitants permanents mais lors des vacances estivales, la population peut augmenter de quelque 15 000 visiteurs quotidiens d'autant plus que des saisonniers travaillent alors dans les nombreux magasins, hôtels et restaurants qui ne sont ouverts qu'à la belle saison, .
Sur les 523 habitants permanents, 52,2 % sont des hommes et 47,8 % des femmes, 75,7 % de la population est blanche et 18,4 % amérindienne, 82 % de la population est âgée de 18 à 64 ans, 12,2 % ont plus de 65 ans et 3,8 % ont moins de 18 ans, l'âge moyen étant de 41 ans. Le revenu moyen par habitant est de 27 965 dollars, ce qui est supérieur à la moyenne nationale s'élevant à 21 587 dollars,.

## Transport

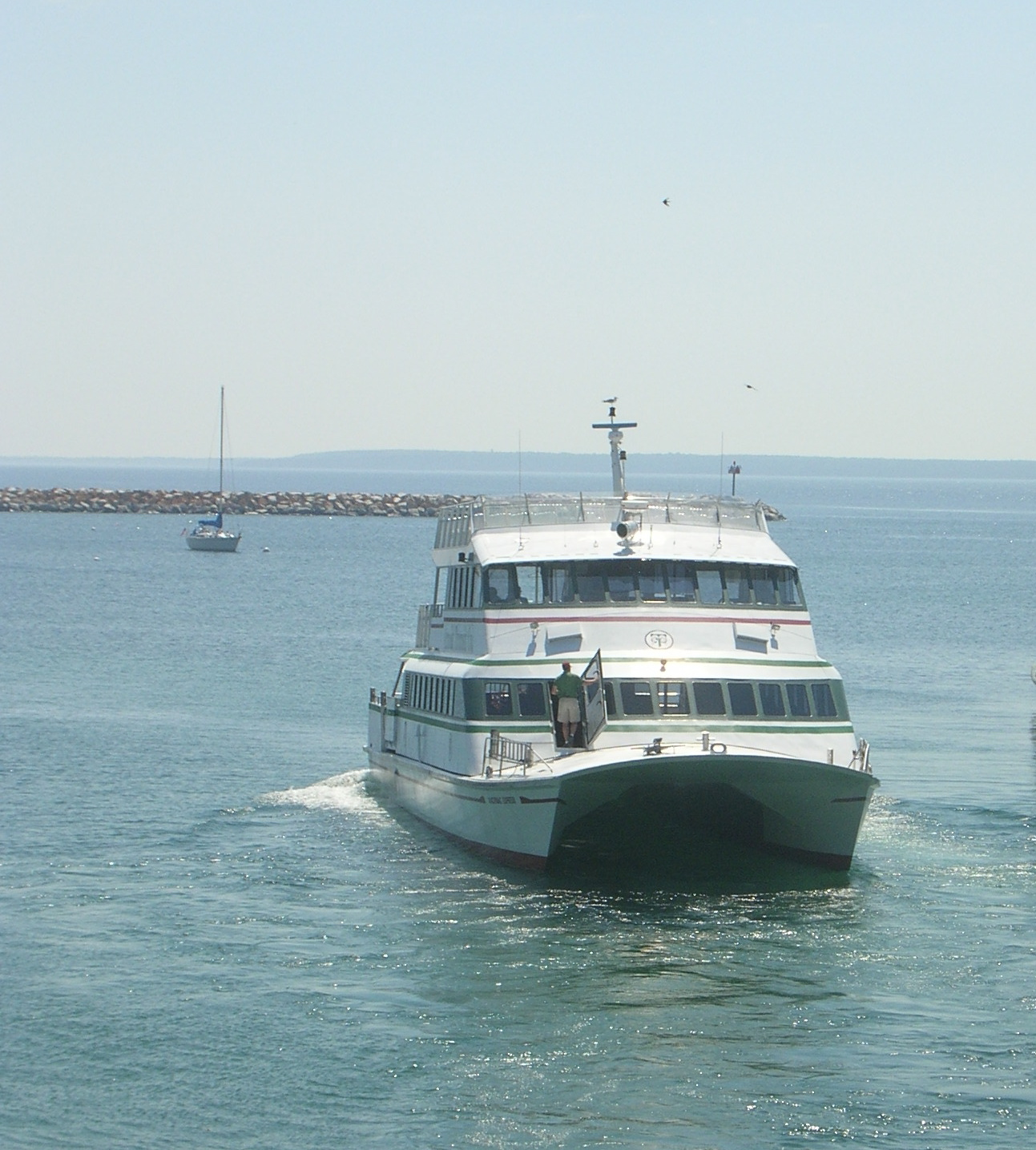
Catamaran à grande vitesse utilisé pour emmener les visiteurs sur l'île Mackinac.

L'île Mackinac est accessible par bateau, notamment par ferries, et par avion de petite taille. L'aéroport, situé au centre de l'île, dispose d'une piste asphaltée de 1 066 mètres de longueur, permettant des rotations aériennes de passagers depuis le continent. Durant la saison touristique, trois lignes de ferries relient l'île aux localités de Saint-Ignace et Mackinaw City. En hiver, en cas de gel prononcé, l'île peut être gagnée par motoneige via la banquise qui se forme sur le lac Huron.
Les véhicules motorisés sont interdits sur l'île depuis 1898 hormis les motoneiges en hiver ainsi que les véhicules d'urgence et de service. Les habitants s'y déplacent à pied, à vélo, à cheval ou encore en roller. La route d'État M-185 fait le tour de l'île en longeant les côtes tandis que d'autres routes, plus petites, permettent de rejoindre l'intérieur sans compter les nombreux sentiers. Ainsi, du fait de la législation, la M-185 est la seule route d'État de type Highway aux États-Unis à être interdite aux véhicules motorisés, (à l'exception des véhicules de secours). C'est la seule autoroute des États-Unis où il n'y a jamais eu d'accident impliquant un véhicule à moteur, à part un incident mineur entre un camion de pompier et une ambulance en 2005.

## Économie

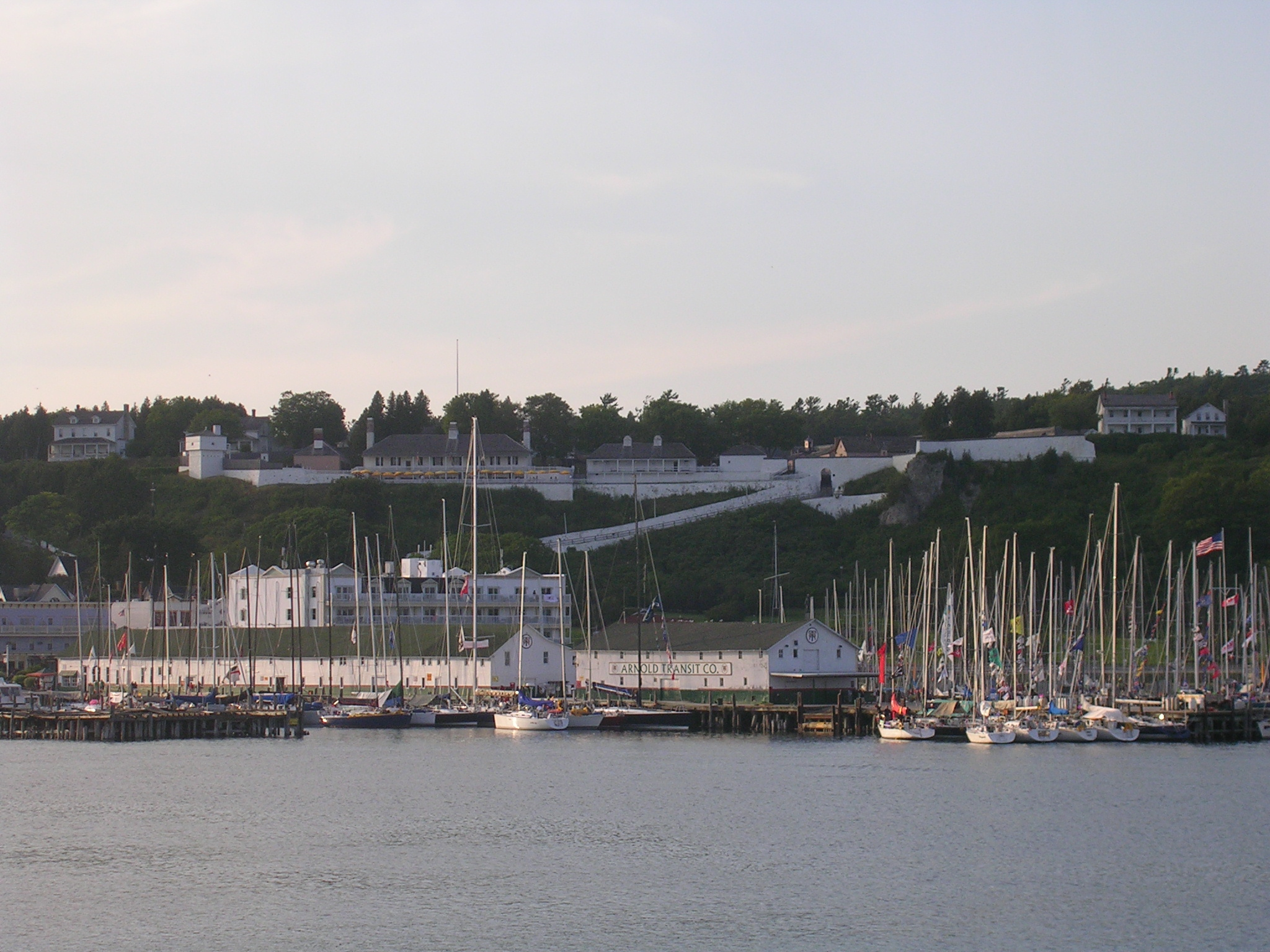
Vue de la ville de Mackinac Island et du fort Mackinac depuis le port.

### Tourisme
L'île Mackinac, protégée au sein du parc d'État de Mackinac Island, attire chaque été des milliers de visiteurs. Le fort Mackinac, certains quartiers historiques de la ville et du port sont inscrits au Registre national des lieux historiques. Le camping étant interdit sur l'île et les véhicules motorisés non admis, l'hébergement se fait obligatoirement en hôtel, ; les rues de certains quartiers sont remplies de magasins et de restaurants. La confiserie populaire de l'île est le Mackinac Island fudge. L'histoire de cette spécialité locale, qui est commercialisée bien au-delà de l'île et du Michigan, remonte à plus de cent ans,.

### Scoutisme
Pendant l'été, l'île Mackinac accueille chaque semaine au moins cinquante groupes de Boy et Girl Scouts originaires du Michigan. Ceux-ci servent l'État à titre honorifique, faisant par exemple partie de la garde d'honneur du gouverneur.
Le programme des scouts débute en 1929 lorsque la direction du parc d'État invite huit scouts sur l'île, dont le futur président américain Gerald Ford, où ils servent alors dans la garde d'honneur du gouverneur du Michigan. En 1974, ce programme est étendu aux filles. Logés dans des baraquements situés derrière le fort Mackinac, les scouts hissent tous les drapeaux présents dans la cité et au fort, servent de guides et participent à divers projets durant leur séjour,,.

## Protection et patrimoine

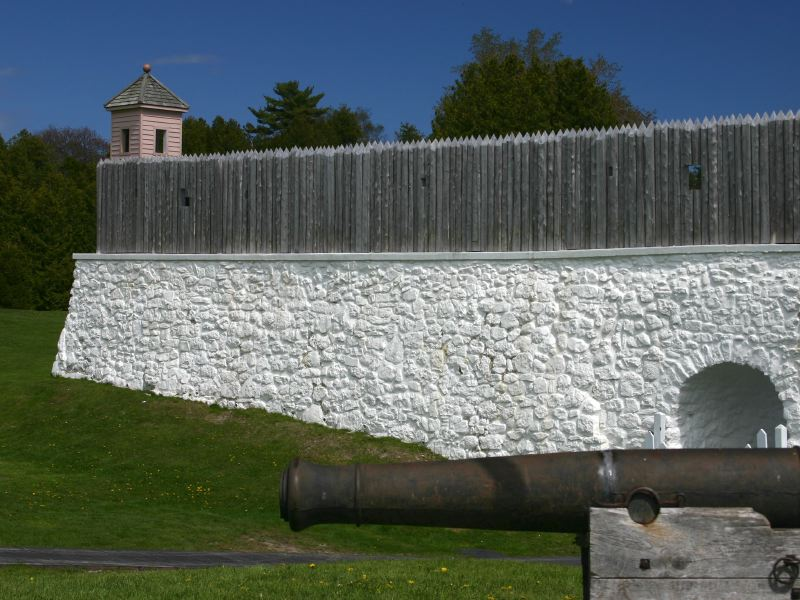
Vue du fort Mackinac en 2004.

L'île Mackinac possède un large éventail de biotopes avec des champs, marais, tourbières, forêt boréale, plages et zones rocheuses calcaires. L'environnement est protégé grâce à son statut de parc national puis de parc d'État. Environ la moitié des côtes et des eaux proches de l'île sont intégrées à une réserve marine d'État. Cette zone s'étend de Mission Point à la pointe aux Pins et englobe le port dans la baie Haldimand.
L'île est classée National Historic Landmark dans sa totalité depuis octobre 1960. L'intégralité de l'île, la baie Haldimand et l'épave d'un petit navire forment un district historique, en anglais Historical District,. Le Post Cemetery, en français « cimetière de poste militaire », est l'un des quatre lieux aux États-Unis où le drapeau américain est en permanence en berne, les autres étant les cimetières nationaux du Pacifique à Honolulu, de Gettysburg et d'Arlington. De plus, huit bâtiments sur l'île ainsi qu'un autre sur l'île toute proche de Round Island sont inscrits au Registre national des lieux historiques.
Le fort Mackinac est construit en 1780, désaffecté en 1895 et restauré au début des années 1930,. La Matthew Geary House est bâtie en 1846, inscrite au registre en 1971 et mise par la suite en location pour les touristes,. Le luxueux Grand Hôtel, érigé dans le style victorien, est ouvert depuis 1887. Il est mis en avant dans le film Quelque part dans le temps sorti en 1980. L'Indian Dormitory est construit à la demande de l'ethnologue Henry Rowe Schoolcraft après la signature en 1836 du traité de Washington afin de servir d'école et de dortoir pour les Amérindiens qui visitent l'île. Le bâtiment est restauré et reconverti en musée en 1966 avant d'être fermé au public en 2003 pour une nouvelle restauration. La Mission Church, construite en 1829, est la plus ancienne église encore debout du Michigan et les efforts de restauration ont permis de lui redonner son aspect des années 1830. La Mission House est bâtie en 1825 pour devenir un pensionnat calviniste et accueillir des enfants amérindiens. Transformée en hôtel en 1849, elle est restaurée puis est occupée par les employés du parc d'État. Le phare de Round Island est situé sur l'île du même nom, juste au sud de l'île Mackinac. Élevé en 1894 et automatisé en 1924, de lourds travaux de restauration débutent dans les années 1970. Le bâtiment de l'agence locale de l'American Fur Company est construit en 1820 pour y loger son représentant puis devient un musée consacré au commerce des fourrures. La résidence d'été du gouverneur du Michigan qui surplombe le port est aménagée en 1902 mais ce n'est qu'en 1943 que l'État l'achète pour son gouverneur.
Les bâtiments de l'île sont faits en bois à de rares exceptions près. Les façades des habitations sont généralement couvertes d'un système de planches biseautées appelé clapboard qui se recouvrent les unes les autres comme des ardoises. Les styles architecturaux couvrent une période d'environ 300 ans, des structures amérindiennes jusqu'aux styles du XIXe siècle. Les premières structures sont construites par les tribus Ojibwé, aussi appelés Anishinaabe ou Chippewa, avant l'arrivée des Européens. Deux bâtiments datant de la période française à la fin du XVIIIe siècle sont toujours présents ce qui fait de cet endroit le seul lieu aux États-Unis à posséder des constructions de style rustique français. Le fort Mackinac, avec ses murs de pierres blanchâtres, est une adaptation européenne de l'architecture militaire mauresque. L'île abrite également les styles architecturaux fédéral, colonial et Greek Revival. Néanmoins, la majorité des bâtiments sont de style victorien qui comporte des touches néogothique, Queen Anne, Second Empire et roman richardsonien. Les styles les plus récents sur l'île datent des années 1930 comme les styles Renaissance coloniale et Renaissance Tudor.

## Culture
Plusieurs évènements culturels sont organisés sur l'île Mackinac qui dispose de cinq galeries d'arts permanentes. Le Grand Hôtel accueille chaque année une exposition d'art américain du XIXe siècle appartenant à la collection Masco. Parmi les résidents célèbres, on peut citer William Beaumont (1785-1853), un chirurgien militaire devenu célèbre grâce à ses recherches sur la digestion humaine, la poétesse et écrivaine amérindienne Jane Johnston Schoolcraft (1800-1842) ainsi que son époux, l'ethnographe des cultures amérindiennes Henry Rowe Schoolcraft (1793–1864). L'île a aussi attiré de nombreux écrivains qui l'ont souvent citée dans leurs œuvres. Parmi ces auteurs, on peut mentionner Alexis de Tocqueville, Margaret Fuller, Henry David Thoreau, Edward Everett Hale, Mark Twain, Bill Bryson ou encore Constance Fenimore Woolson. Des conditions climatiques favorables permettent aux lilas de prospérer sur l'île. Ainsi, chaque année depuis 1949, les habitants organisent une fête du lilas durant un festival de dix jours dont le moment le plus fort est une parade,,,,,.
Le journal local, le Mackinac Island Town Crier, est publié chaque semaine de mai à septembre et deux fois par mois le reste de l'année.
L'île a servi de décor pour les films Le Souvenir de vos lèvres de 1946 et Quelque part dans le temps de 1980. Ce dernier film met en avant le Grand Hôtel, le phare de Round Island ainsi que le pont Mackinac. L'île apparaît aussi dans l'émission télévisée américaine Dirty Jobs où le présentateur Mike Rowe devient durant une journée un ouvrier de maintenance du pont Mackinac et un autre jour un éboueur,. En 2022, l'île a été mentionnée dans l'émission Netflix Emily in Paris saison 2, épisode 6. Emily a déclaré qu'elle avait fait une tournée de fudge en Vespa avec sa mère autour de l'île Mackinac lorsqu'elle était plus jeune, mais en réalité les Vespas ne sont pas autorisées sur l'île Mackinac.